# Caroline Voaden

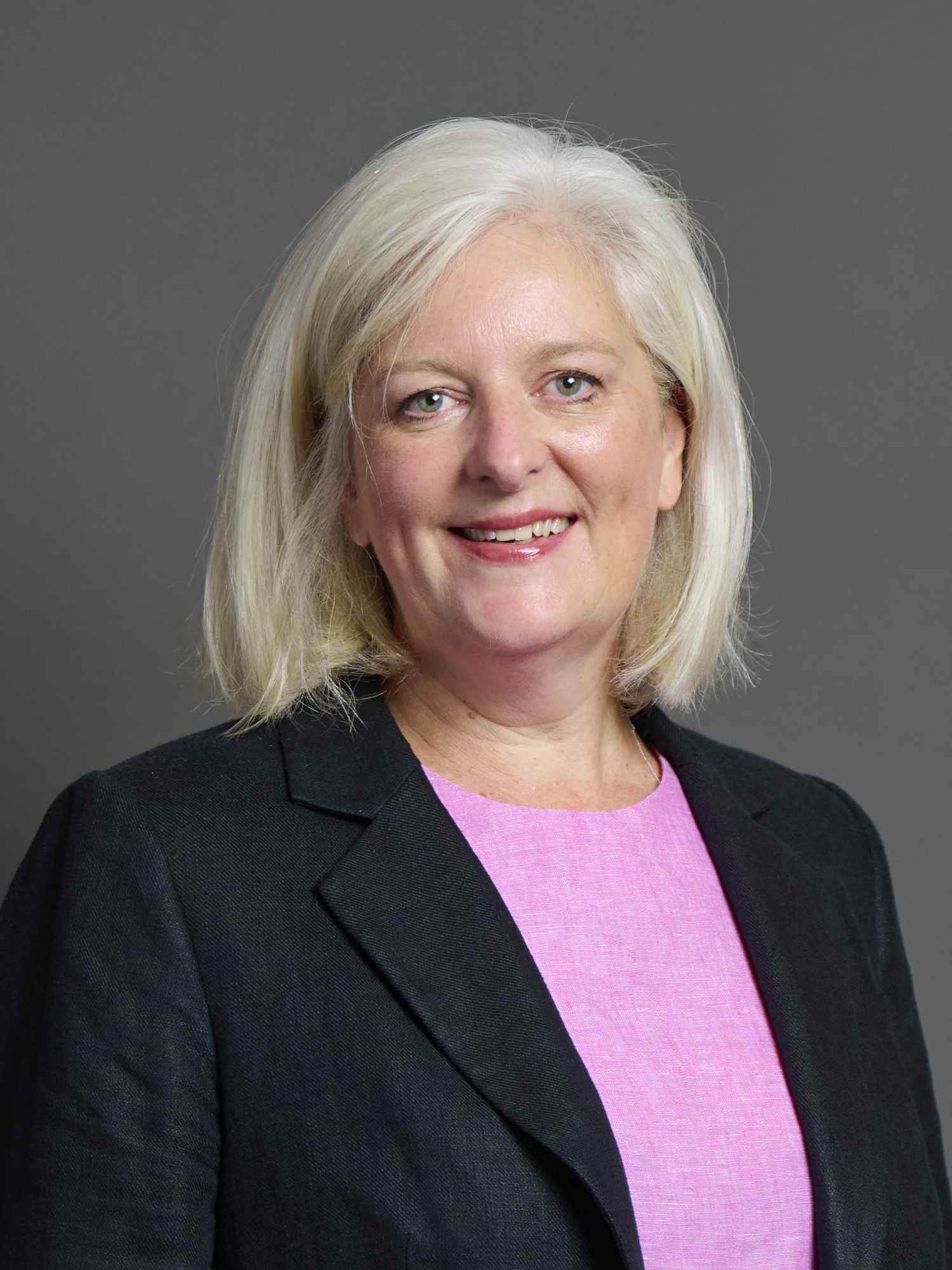
Caroline Voaden, 2024

Caroline Voaden (* 22. November 1968) ist eine britische Politikerin und Mitglied der Liberaldemokraten. Ab der Europawahl 2019 bis zum 31. Januar 2020 war sie Mitglied des Europäischen Parlaments.

## Leben
Voaden ist eine ehemalige Reuters-Journalistin. Von 1997 bis 1999 leitete sie die Reuters-Redaktion in Zagreb.

## Funktionen als MdEP
- Mitglied im Ausschuss für Umweltfragen, öffentliche Gesundheit und Lebensmittelsicherheit
- Stellvertretendes Mitglied im Ausschuss für Verkehr und Tourismus